# Injustice: Götter unter uns
Injustice: Götter unter uns (im engl. Original: Injustice: Gods Among Us) ist ein Prügelspiel der Netherrealm Studios im DC-Comics-Universum, das 2013 für PlayStation 3, Wii U und Xbox 360 erschien. In einer erweiterten Ultimate Edition erschien es später auch für PlayStation 4, PlayStation Vita, Windows, iOS und Android. Weiterhin gibt es einen von Raw Thrills entwickelten Arcade-Automaten. 2017 wurde mit Injustice 2 ein Nachfolger veröffentlicht, 2021 erschien mit Injustice ein auf dem Spiel basierender Animationsfilm.

## Beschreibung
Das Spiel besitzt sowohl eine Einzelspieler-Kampagne als auch Mehrspieler-Modi. Die Kampagne spielt in einer Parallelwelt, in der es Joker gelang, Superman zu korrumpieren. Durch den Tod seiner schwangeren Freundin Lois Lane vollkommen in Rage, zündet Superman eine Atombombe, die Metropolis zerstört. Auch Joker wird von ihm getötet. Er errichtet das One Earth Regime mit ihm an der Spitze, zahlreiche weitere Comichelden und -schurken schließen sich ihm an. In diese Parallelwelt werden Batman, Joker und andere DC-Comicfiguren hineingezogen. Sie treten in 50 Kämpfen gegen das Regime an.
Daneben gibt es gängige Arcade- und Mehrspieler-Modi, in der die Figuren in Arenakämpfen gegeneinander antreten. Hauptunterschied im Vergleich zu Mortal Kombat ist die Veränderung des Blockens gegnerischer Schläge, wie in Street Fighter muss der Spieler durch das Drücken des Sticks nach hinten oder unten die Blockbewegung auslösen. Die 15 Arenen besitzen zudem einige interaktive Elemente, die im Kampf gegen den Gegner eingesetzt werden können.
Spielbare Figuren:
- Aquaman
- Ares
- Bane
- Batgirl
- Batman
- Black Adam
- Catwoman
- Cyborg
- Deathstroke
- Doomsday
- The Flash (Barry Allen)
- Green Arrow
- Green Lantern (Hal Jordan)
- Harley Quinn
- Hawkgirl (Shiera Hall)
- Joker
- Killer Frost (Louise Lincoln)
- Lex Luthor
- Lobo
- Martian Manhunter
- Nightwing (Dick Grayson)
- Raven
- Scorpion
- Shazam
- Sinestro
- Solomon Grundy
- Superman
- Wonder Woman
- Zatanna
- Zod

2017 setzte Raw Thrills die iOS-Version als Arcade-Automat um.

## Rezeption
Das Spiel erhielt mit Ausnahme der Mobile-Version mehrheitlich positive Kritiken.

„Injustice ist ein komplexes Beat’em Up geworden. Das Kampfsystem ist durchdacht. Selten hatten Spieler so vielfältige Möglichkeiten zum Angriff. Werfen wir das Auto, starten wir den Supermove oder verwetten wir die Energieleiste? Womöglich könnte aber auch der Anfang einer langen Combo-Serie mit Standardattacken bereits zum Sieg führen. Experten können Anfänger leicht in Schach halten und dominieren. Letztere haben durch den Story-Modus und die zahlreichen Herausforderungen trotzdem viel Freude.“

Bereits vor Veröffentlichung erhielt es auf der Branchenmesse E3 20212 bei den Game Critics Awards die Auszeichnung als bestes Kampfspiel. Die gleiche Auszeichnung erhielt es bei den Spike Video Game Awards 2013 und den D.I.C.E. Awards 2014. Hinzu kamen weitere Magazinauszeichnungen, wie bspw. von IGN oder Game Informer. Bei den SXSW Gaming Awards 2014 erhielt es den Convergence Award für innovative Titel, die Spiele über die Mediengrenze hinweg mit anderen Kulturbranchen (beispielsweise Film, TV oder Musik) verknüpfen.
Das Spiel erreichte in den USA im April 2013 Platz 1 der Gesamtverkaufscharts, als erstes Kampfspiel seit Mortal Kombat im April 2011, ebenfalls von Netherrealm Studios. Laut Analysten betrug der Absatz in diesem Zeitraum rund 424.000 Einheiten. Diesen Platz konnte es im Folgemonat halten. Auch in Großbritannien gelang dem Spiel der Sprung auf Platz 1.
In den Vereinigten Arabischen Emiraten und Kuwait wurde die Veröffentlichung des Spiel zeitweise untersagt.